# Чечено-Ингушский республиканский краеведческий музей
Чечено-Ингушский (Грозненский) республиканский (областной) краеведческий музей был создан в 1924 году. Фонды музея отражали историю и культуру чеченцев, ингушей и соседних народов Северного Кавказа. Его коллекция во многом формировалась благодаря археологическим и этнографическим исследованиям учёных Грозненского научно-исследовательского института истории, языка и социологии.
Ныне — Национальный музей Чеченской Республики.

## История
Музей был создан по инициативе известного чеченского писателя, учёного и общественного деятеля Халида Дудаевича Ошаева. Кроме собственно археологических и этнографических экспонатов в экспозиции сложился фонд произведений изобразительного и декоративно-прикладного искусства. Начало этой части фонда положили Эрмитаж, Государственный Русский музей и Третьяковская галерея, которые передали в Грозный специально подобранные картины, связанные с Кавказом и написанные художниками — уроженцами Кавказа. Например, в 1929 году Третьяковская галерея передала музею картины первого профессионального чеченского художника Петра Захарова. В 1939 году музею были переданы фонды Ингушского музея краеведения вследствие произошедшего 5 годами ранее объединения Ингушской и Чеченской автономных областей.
В 1957 году фонды музея насчитывали 210 живописных полотен, 289 графических работ, 97 скульптур, 60 произведений декоративно-прикладного искусства. В 1961 году на основе этих экспонатов был создан Чечено-Ингушский республиканский музей изобразительных искусств. В дальнейшем фонды музея изобразительных искусств пополнялись за счёт экспонатов центральных музеев страны и покупки Министерством культуры РСФСР работ советских художников, в первую очередь членов Чечено-Ингушского отделения Союза художников. В 1990 году в экспозиции насчитывалось 2150 произведений, которые экспонировались на площади 990 м².
После провозглашения независимости Чечни краеведческий музей и музей изобразительных искусств были объединены в Национальный музей, разместившийся в здании бывшего обкома КПСС. В 1992 году по решению властей из экспозиции были изъяты все экспонаты с содержанием драгоценных металлов, в том числе уникальные археологические находки. Затем по указанию Дудаева была изъята коллекция оружия и ковров. Царившее в те годы беззаконие позволяло грабителям в любое время забирать из фондов любые экспонаты и торговать ими на местном рынке. Дальнейшая судьба этих экспонатов неизвестна.
В 1994 году, в ходе Первой чеченской войны, музей был превращён боевиками в укреплённый пункт. В результате боёв здание было практически полностью разрушено, остались только стены с рухнувшими перекрытиями. Экспонаты, которые уцелели после грабежей и боевых действий, находились в подвалах, заваленных рухнувшими перекрытиями.
Первые же затишья в боевых действиях в феврале 1995 года были использованы бывшими сотрудниками для попыток спасения уцелевших экспонатов. Им на помощь в марте в Грозный прибыла группа специалистов МЧС, реставраторов и музейных работников, присланных правительством России. К операции пришлось привлечь сапёров, поскольку подвалы оказались заминированы, и пилотов вертолётов, которые эвакуировали экспонаты. Из-под завалов было извлечено около 500 картин. 60 наиболее повреждённых картин были отправлены на реставрацию в Москву, где их передали во Всероссийский художественный научно-реставрационный центр имени И. Э. Грабаря (ВХНРЦ).
Остальные работы, среди которых картины П. З. Захарова, К. А. Коровина, А. И. Куинджи, Ф. А. Рубо, были переданы чеченской стороне. После 1999 года о судьбе этих полотен долгое время ничего не было известно. Музейные сотрудники не могли противостоять организованному и неорганизованному грабежу.
Впоследствии некоторые картины из бывшей коллекции музея были изъяты при попытке контрабандного вывоза из страны. Некоторые другие картины через какое-то время появились на зарубежных аукционах. Это дало основания полагать, что часть утерянных ценностей находится в руках полевых командиров сепаратистов и криминальных элементов. Каталог собрания музея никогда не издавался, поэтому составление полного перечня утраченных произведений затруднено. Эту работу ведёт Министерство культуры Российской Федерации. По состоянию на 2002 год в розыске находилось примерно 1200 экспонатов музея.
В 2002 году в Третьяковской галерее прошла выставка спасённых произведений живописи «Вернём Грозному музей», которая являлась частью проекта «Золотая карта России». Также Третьяковская галерея объявила сбор средств на воссоздание музея. В 2010 году более сотни отреставрированных картин бывшей экспозиции Чечено-Ингушского краеведческого музея были переданы Национальному музею Чеченской Республики.

### Реставрация
ВХНРЦ принимал активное участие в судьбе коллекция Чечено-Ингушского музея с 1957 году. Тогда сотрудники ВХНРЦ провели проверку организации хранения картин и их сохранность. 94 картины были отреставрированы на месте, а 39 отправлены в Москву. В дальнейшем работа ВХНРЦ по обеспечению сохранности экспонатов Чечено-Ингушского музея приобрела систематический характер.
Накануне открытия Чечено-Ингушского музея изобразительных искусств в 1961 году прибывшими из ВХНРЦ реставраторами за два месяца на месте были реставрированы 95 картин из экспозиции, а 10 — подготовлены для реставрации в Москве. Практика реставрации произведений из фондов музея реставраторами ВХНРЦ продолжалась в течение всего советского периода.
За время существования ВХНРЦ реставраторам приходилось сталкиваться с различными повреждениями произведений искусства. Однако картины, прибывшие из Грозного, произвели удручающее впечатление даже на них: картины были повреждены не только в результате ненадлежащих условий хранения, но и целенаправленными вандальными действиями (выколотые глаза на портретах, пулевые отверстия не случайные, а в определённых местах и т. д.).

### Возвращённые экспонаты
- В 2000 году была вновь обретена картина «Взятие аула Гуниб и пленение Шамиля 25 августа 1859 года» Франца Рубо. Она была изъята при попытке контрабандного вывоза из страны[8].
- В ноябре 2001 года на аукционе Сотбис были выставлены «Портрет графа Николая Ивановича Зубова» и «Портрет графини Натальи Александровны Зубовой» по совокупной цене 177 тысяч долларов. Проверка, проведённая российской стороной, позволила установить, что это картины из экспозиции грозненского музея. В результате картины были сняты с аукциона и переданы Департаменту по сохранению культурных ценностей Министерства культуры РФ[16].
- В феврале 2002 года появилась информация, что на чёрном рынке появилась картина Е. К. Маковского «Портрет барона П. И. Рокасовского». Эта картина была похищена из грозненского музея в середине 1990-х годов. Органами МВД эта картина была изъята у похитителей и вскоре министр внутренних дел России Б. В. Грызлов передал её тогдашнему министру культуры России М. Е. Швыдкому[17].

## Каталог выставки спасённых произведений[18]

### Русская живопись

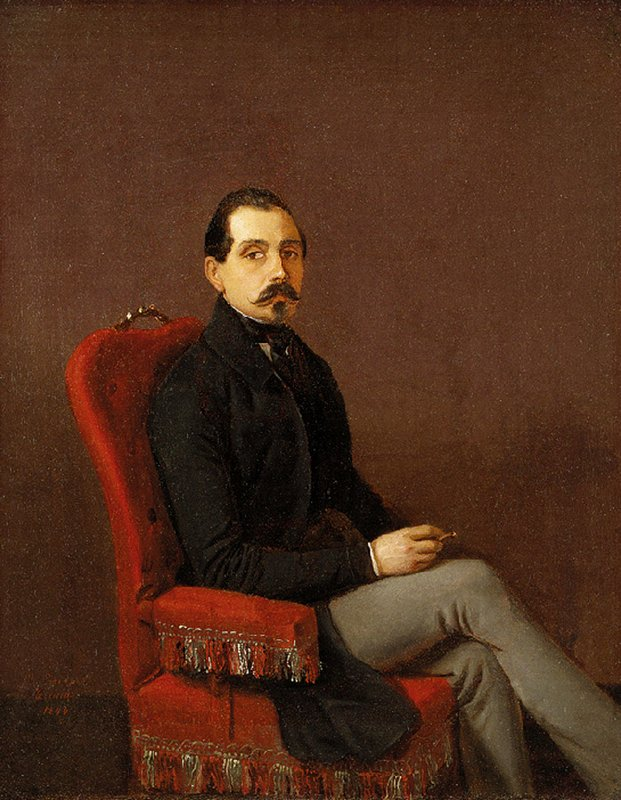
Захаров П. З., «Портрет Ильи Фёдоровича Ладыженского»

- Айвазовский И. К., «Морской пейзаж при луне»;
- Бакалович С. В., «Бедуин в пустыне»;
- Боголюбов А. П., «Пейзаж»;
- Валентинов-Миллер Э. Э., эскиз декорации к пьесе А. Н. Арбузова «Город на заре»;
- Вахтер Е. К., «Девушка с книгой»;
- Верещагин П. П. (?), «Кавказ» (Чудо-макарьевское ущелье);
- Гагарин Г. Г., «Вид со Столовой горы»;
- Голубин С. И., «Лодка на взморье»;
- Горбатов К. И., «Венеция»;
- Захаров П. З., «Портрет Ильи Фёдоровича Ладыженского»;
- Исаев, «Невеста»;
- Кившенко А. Д., «Встреча казака с горцем»;
- Коровин К. А., эскиз к балету «Конёк-Горбунок»;
- Куинджи, А. И., «На Валааме»;
- Львов Ф. Ф., «Караван в долине»;
- Макаров И. К., «Женский портрет»;
- Маковский В. Е., «Портрет девушки в национальном костюме»;

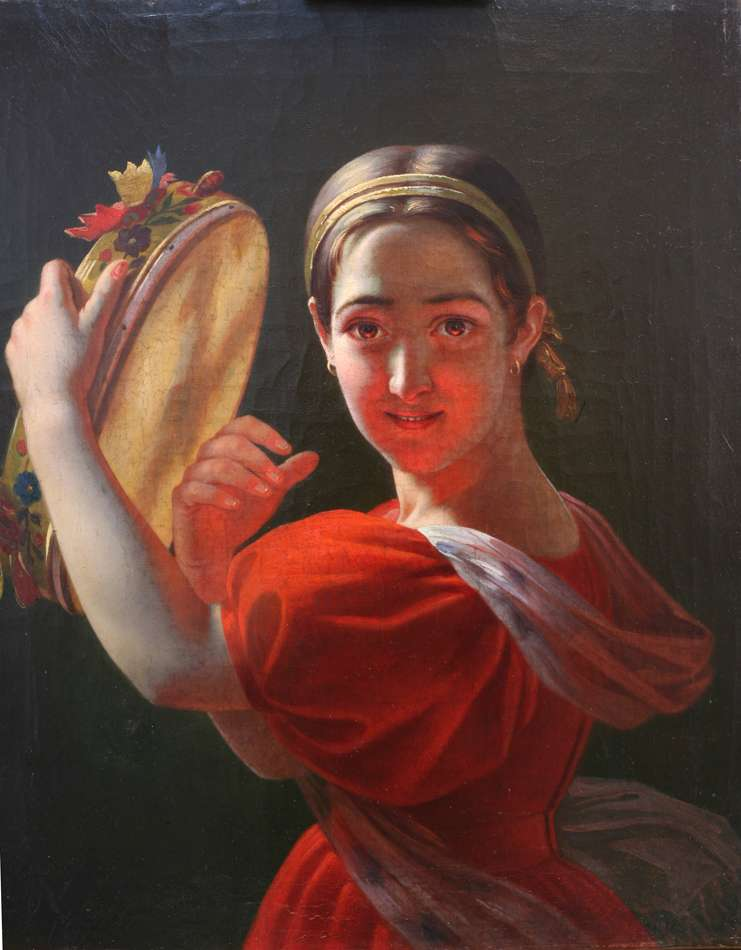
Тыранов А. В., «Девушка с тамбурином».

- Неизвестный художник, «Натюрморт с омаром»;
- Неизвестный художник, «Портрет военного»;
- Неизвестный художник, «Портрет грузинки»;
- Неизвестный художник, «Сельский пейзаж»;
- Неизвестный художник, «Святой Александр Невский»;
- Неизвестный художник, «Вид из окна»;
- Рубо Ф. А., «Взятие аула Гуниб и пленение Шамиля 25 августа 1859 года»;
- Тидеман П. Д. (?), «Портрет М. И. Фогт»;
- Торопов Ф. Г., «Натюрморт с медовыми сотами в вазе»;
- Тропинин В. А. (?), «Женщина в окне (Казначейша)»;
- Тыранов А. В. (?), «Девушка с тамбурином»;
- Тюрин И. А., «Портрет неизвестного»;
- Щедрин С. Ф. (?), «Пейзаж»;

### Западноевропейская живопись
- Генрих фон Ангели, «Портрет офицера с Георгиевским крестом»;
- Питер ван Бредаль, «Вид на порт»;
- Неизвестный голландский художник, «В парке»;
- Неизвестный европейский художник, «Ваза с гирляндой цветов»;
- Эдуард Эндер, «Галантная сцена»;

## Директора
- 1957—1969: Жанетта Ярычевна Зязикова (супруга И. Б. Зязикова)[19]
- 1969—1988: Фатима Идрисовна Долакова-Кудусова[19]